# Brachystele luzmariana
Brachystele luzmariana là một loài thực vật có hoa trong họ Lan. Loài này được Szlach. & R.González mô tả khoa học đầu tiên năm 1998.